# 헝가리를 위한 대화
헝가리를 위한 대화(헝가리어: Párbeszéd Magyarországért, PM 파르베제드 마저로르자게르트[*])는 헝가리의 녹색 정치 정당이다. 현재 커라초니 게르게이(남성)와 서보 티메어(여성)가 공동 대표를 역임하고 있다.

## 같이 보기
- 헝가리의 정당